# Гнезненский повет
Гнезненский повет (пол. Powiat gnieźnieński) — повет (район) в Польше, входит как административная единица в Великопольское воеводство. Центр повета — город Гнезно. Занимает площадь 1254,34 км². Население — 145 085 человек (на 31 декабря 2015 года).

## Административное деление
- города: Гнезно, Чернеево, Клецко, Тшемешно, Витково
- городские гмины: Гнезно
- городско-сельские гмины: Гмина Чернеево, Гмина Клецко, Гмина Тшемешно, Гмина Витково
- сельские гмины: Гмина Гнезно, Гмина Кишково, Гмина Лубово, Гмина Мелешин, Гмина Неханово

## Демография
Население повета дано на 31 декабря 2015 года.
| Перепись            | Всего  | Мужчины | Женщины |
| ------------------- | ------ | ------- | ------- |
| Всего               | 145085 | 71167   | 73918   |
| Городское население | 90376  | 43647   | 46729   |
| Сельское население  | 54709  | 27520   | 27189   |